# 新竹機場
24°49′25.9″N 120°56′50.9″E / 24.823861°N 120.947472°E

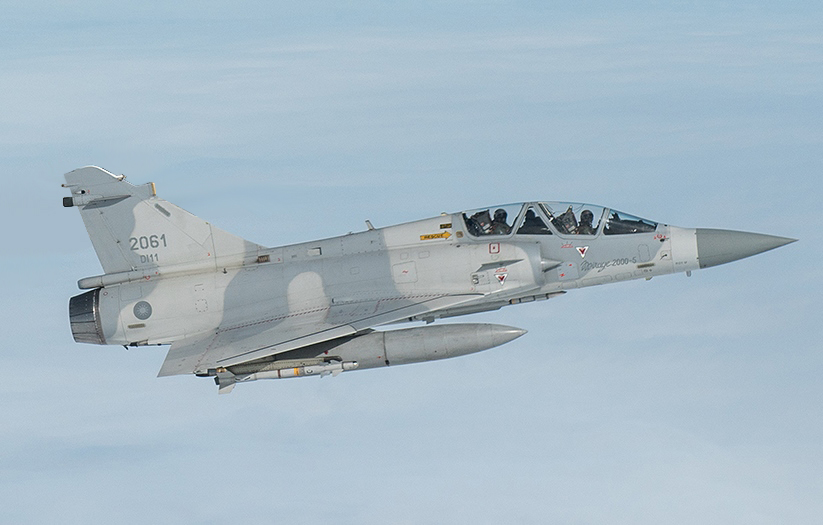
空軍第二戰術戰鬥機聯隊的幻象2000-5DI/EI戰鬥機

空軍新竹基地（英語:Hsinchu Air Force Base）（簡稱新竹機場）是位於中華民國（臺灣）新竹市北區的軍用機場，目前為中華民國空軍第二戰術戰鬥機聯隊的駐紮地，也是中華民國國軍幻象2000戰鬥機機隊唯一進駐基地。
新竹機場於1936年日治時期啟用，基地曾於1998年開放軍民合用，之後因於發生國華航空事故，客運量迅速銳減，導致機場僅開航8個月就停辦。
1937至1997年，曾設有新竹機場線鐵路，連結新竹空軍基地與新竹車站。

## 歷史
- 1937年：新竹機場線啟用。
- 1944年：日本帝國在硫磺島戰役作戰時的主力基地，也成為全臺灣被同盟國炸彈空襲總量最高的城市與基地，即新竹空襲。
- 1945年：沖繩島對美軍「菊水作戰」主力基地。
- 1950年：成為駐臺美軍基地[2]，美國空軍第一一三一特別活動中隊進駐。
- 1951年：美軍顧問團空軍顧問組進駐。
- 1957年：10月20日，美國空軍第588戰術飛彈大隊（英语：588th Tactical Missile Group）（588th TMG）的第17戰術飛彈中隊（17th TMS）被部署至新竹空軍基地，裝備了TM-61C屠牛士飛彈
- 1957年：11月，第17戰術飛彈中隊（17th Tactical Missile Squadron）轉移至台南空軍基地。
- 1958年：浙江發生九二四溫州灣空戰，是臺灣海峽史上最大規模的空戰，基地內進駐的F-86勝利，此次空戰創下空軍單次空戰擊落敵機的最高紀錄，也是全世界首次以空對空飛彈擊落敵機。
- 1966年：美國中央情報局引進C-123運輸機，對越南啟動南星計畫。
- 1971年：美國中情局引進美航公司（Air America）協助訓練。對寮國啟動金鞭計畫。
- 1979年：因中美斷交，美軍協防台灣司令部解散，美軍撤離。
- 1997年：新竹機場線廢止。
- 1998年：1月1日，開放軍民合用，基地內第一航廈啟用，但又因同年3月18日國華航空7623號班機空難導致客運量銳減而停辦。
- 2000年：引進法國幻象2000戰鬥機進駐並且換裝完成，空軍第四九九戰術戰鬥機聯隊執行「龍騰演習」幻象2000戰鬥機聯隊正式整編成軍。
- 2010年：中興航空俄國卡-27民用版直升機進駐。
- 2013年：11月24日，中華民國空軍於新竹空軍基地舉辦同盟國對新竹空襲70週年紀念活動。
- 2020年：
  - 2月18日，陸軍航特部601旅的AH-64E阿帕契直升機中隊 （页面存档备份，存于），正式進駐空軍新竹基地。
  - 4月7日起3天內，因為新竹基地要進行為期2年的跑道大修，空軍第二戰術戰鬥機聯隊開始移防進駐台中清泉崗基地，屆時將與操作IDF經國號的空軍第三戰術戰鬥機聯隊共同使用機場。空軍會預留4到6架幻象2000戰鬥機在新竹基地進行戰備任務，遇有緊急攔截任務則由副跑道緊急起降。[3][4]
  - 7月16日，國軍實施漢光36號演習實兵演練，一架隸屬陸航601旅的OH-58D戰搜直升機因旋翼轉速過低，為避開民宅導致迫降不成重摔於機場內，機上兩名飛官因此殉職[5]。

## 天候狀況
- 濃霧日 平均統計表（1990年～2005年）

| 濃霧 | 1月 | 2月 | 3月 | 4月 | 5月 | 6月 | 7月 | 8月 | 9月 | 10月 | 11月 | 12月 |
| ---- | --- | --- | --- | --- | --- | --- | --- | --- | --- | ---- | ---- | ---- |
| 馬祖 | 0.9 | 2.7 | 4.1 | 6.2 | 4.6 | 2.6 | 0.6 | 0.6 | 0.1 | 0.1  | 0.5  | 0.8  |
| 金門 | 0.8 | 1.7 | 3.1 | 5.8 | 3.7 | 0.6 | 0.2 | 0.1 | 0.1 | 0.1  | 0.3  | 0.6  |
| 澎湖 | 0.3 | 0.9 | 1.0 | 0.6 | 0.3 | 0   | 0.1 | 0.3 | 0.1 | 0    | 0.1  | 0.1  |
| 臺北 | 0   | 0.2 | 0.5 | 0   | 0.1 | 0   | 0.1 | 0   | 0   | 0.1  | 0.1  | 0.1  |
| 桃園 | 0.9 | 2.6 | 2.1 | 0.6 | 0   | 0   | 0   | 0   | 0   | 0.1  | 0.5  | 0.4  |
| 新竹 | 0.3 | 1.0 | 0.9 | 0.3 | 0.1 | 0   | 0   | 0   | 0   | 0    | 0.2  | 0.1  |
| 臺中 | 0.8 | 1.5 | 1.3 | 0.4 | 0   | 0   | 0.1 | 0   | 0.1 | 0    | 0.8  | 0.8  |
| 嘉義 | 2.9 | 2.6 | 2.7 | 1.8 | 0.3 | 0   | 0   | 0.1 | 0.2 | 0.6  | 2.6  | 2.7  |
| 臺南 | 2.4 | 2.1 | 2.1 | 1.3 | 0.3 | 0   | 0   | 0.1 | 0.1 | 0.3  | 1.8  | 2.8  |
| 高雄 | 0.4 | 0.4 | 0.4 | 0.2 | 0   | 0   | 0   | 0.1 | 0.1 | 0.1  | 0.4  | 0.4  |
| 屏東 | 2.0 | 1.4 | 1.1 | 0.3 | 0.1 | 0   | 0.1 | 0   | 0.2 | 0.3  | 0.8  | 1.3  |

- 新竹機場，濃霧平均日少。臺灣少有的機場。[6]

## 配置
- 機場名稱：新竹空軍基地
  - 機場性質：軍用
  - 主跑道：一條
  - 長：3,661公尺
  - 寬：65公尺
- 管轄單位：
  - 軍方：中華民國空軍新竹基地營區

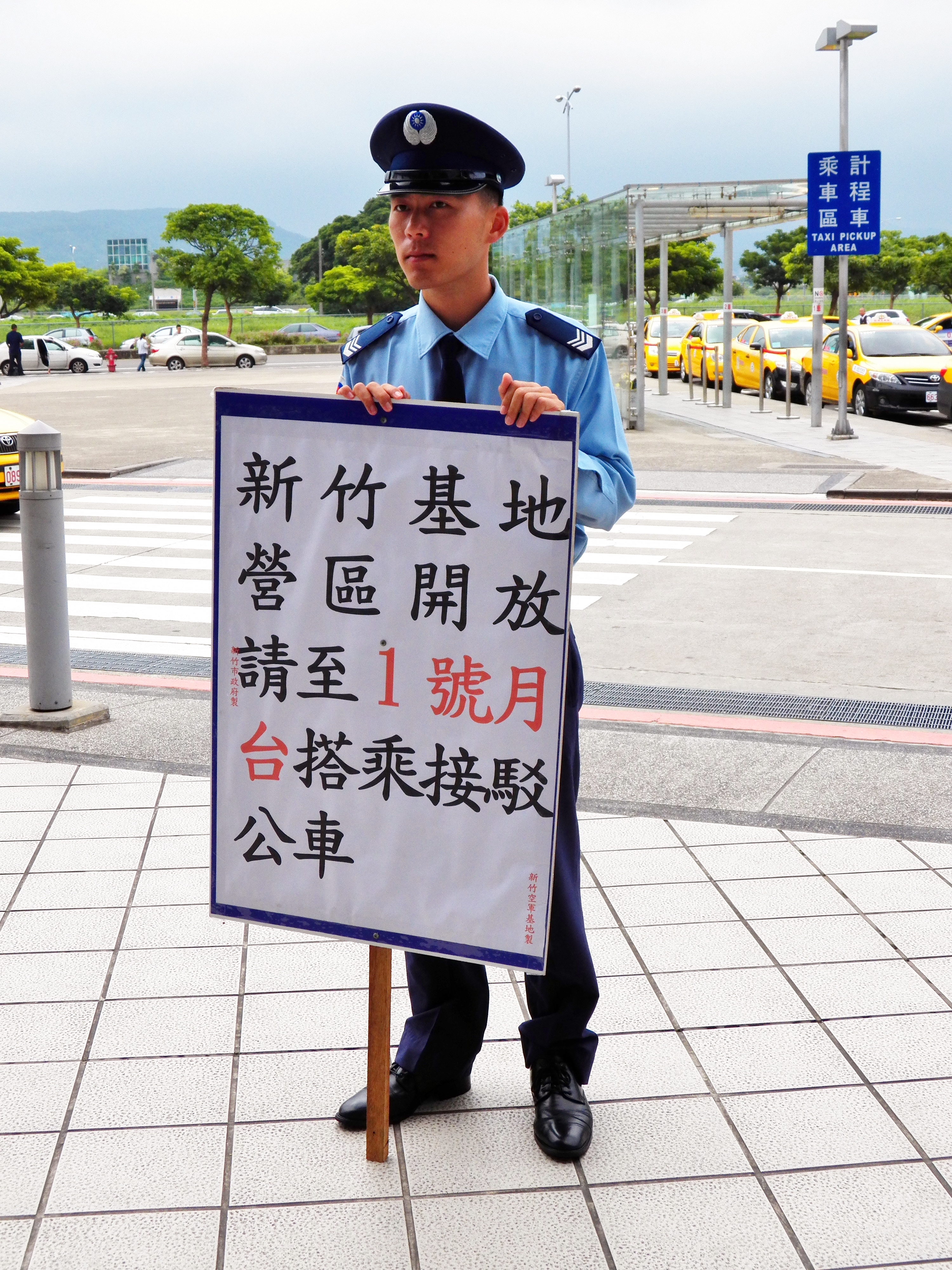
新竹空軍基地營區開放日

基地前身為日本神風特攻隊 隊本部（稱呼—櫻花機部隊），與美國中情局駐台灣直屬黑蝙蝠中隊。新竹機場可說經歷了太平洋戰爭與冷戰時期的各大空戰場面。

## 空軍司令部派駐單位與軍備
- 空軍第二戰術戰鬥機聯隊（原第499戰術戰鬥機聯隊）：臺灣新竹空軍基地（聯隊長少將、副聯隊長上校）
  - 第四一戰鬥機作戰隊（幻象2000-5Ei/Di）20架
  - 第四二戰鬥機作戰隊（幻象2000-5Ei/Di）20架
  - 第四八戰鬥機換裝訓練隊（幻象2000-5Ei/Di）20架
  - 空軍第二修護補給大隊
  - 空軍第二基地勤務大隊
  - 憲兵第二中隊

### 新竹基地歷代戰鬥機
- F-86軍刀戰鬥機（1955年～1972年）
- F-100超級軍刀戰鬥機（1958年～1984年）
- F-104星式戰鬥機（1960年～1998年）
- 幻象2000戰鬥機（1997年～）

## 歷任指揮官與成就
- 1945年，日本聯合艦隊司令豐田副武上將暨大西瀧次郎中將—將日本第一航空艦隊司令部與第七五二海軍航空隊移至新竹機場。 （页面存档备份，存于）
- 1945年，日本精銳之第9師團（通稱號：武兵團）自沖繩移防台灣新竹市。

### 溫州灣空戰11大隊（新竹機場）戰功人員
924溫州灣空戰11大隊戰功人員如下
| 級職           | 姓名   | 座機機號 | 戰果與勳獎                                                                              |
| -------------- | ------ | -------- | --------------------------------------------------------------------------------------- |
| 44中隊中校隊長 | 李叔元 | 357？    | 飛彈擊落1架MiG-17，獲頒6等寶鼎勳章，一星星序獎章                                        |
| 上尉分隊長     | 錢奕強 | 365      | 飛彈擊落1架MiG-17；機槍擊落1架MiG-17；可能擊落1架MiG-17，獲 頒7等寶鼎勳章，二星星序獎章 |
| 上尉飛行官     | 宋宏焱 | ？       | 飛彈擊落1架MiG-17，獲頒7等寶鼎勳章，一星星序獎章                                        |
| 中尉飛行官     | 傅純顯 | ？       | 飛彈擊落1架MiG-17，獲頒7等寶鼎勳章，一星星序獎章                                        |
| 中校隊長       | 馬大鵬 | ？       | 機槍擊落1架MiG-17，獲頒6等寶鼎勳章，一星星序獎章                                        |
| 中尉飛行官     | 夏繼藻 | 355      | 機槍擊落1架MiG-17，獲頒7等寶鼎勳章，一星星序獎章                                        |
| 上尉分隊長     | 王淵博 | ？       | 機槍擊落1架MiG-17，獲頒7等寶鼎勳章，一星星序獎章                                        |
| 中校副隊長     | 唐積敏 | ？       | 與李載權合力機槍擊落1架MiG-17，獲頒6等寶鼎勳章，一星星序獎章                            |
| 中尉飛行官     | 李載權 | ？       | 與唐積敏合力機槍擊落1架MiG-17，獲頒7等寶鼎勳章，一星星序獎章                            |
| 上尉分隊長     | 劉賡元 | ？       | 可能擊落1架MiG-17                                                                       |
| 上校大隊長     | 冷培澍 | 359？    | 可能擊傷1架MiG-17（空軍傳奇性的空戰英雄）                                               |

## 重大事件
- 新竹機場在1945年1/17、4/1、4/4、4/12、4/13、4/15、4/17、4/28、4/29、5/4、5/5、6/19、6/20、6/29、7/8、7/11、7/18、8/8等18天遭到美軍轟炸，轟炸日數據統計為全臺機場之冠。[7]

- 新竹在日治時期就是戰略重地，軍事單位包括第九師、海軍航空隊總部、日本第一航空艦隊司令部、第61海航空廠軍第六燃料廠本部等。也因此使得新竹在二戰期間，成為全臺灣被盟軍轟炸落彈量最多的城市，數量為2,340噸，相比於高雄2,290噸、台南1,860噸，可知當時新竹的戰略重要性。

### 腳註
1. ↑  .   [2012-02-14]. （原始内容存档于2016-03-09）.
2. ↑  .   [2013-01-29]. （原始内容存档于2012-11-14）.
3. ↑  記者戴志揚. . 中時電子報. 2020-04-07  [2020-04-07]. 原始内容存档于2023-05-15.
4. ↑  記者蘇仲泓. . 風傳媒. 2020-04-07  [2020-04-07]. 原始内容存档于2023-04-27.
5. ↑  .   [2020-08-03]. （原始内容存档于2020-11-27）.
6. ↑  謝明昌; 鄭師中; 黃椿喜; 謝旻耕. . 警專學報 (臺灣警察專科學校). 2010-10, 4 (8): 143-162.
7. ↑  參見臺灣總督府警務局防空課，《臺灣空襲狀況集計》（1945年1月至8月）（國立公文書館檢索號：C11110408300至C11110409200）。

### 文獻
- 黑蝙蝠中隊的歷史啟示 （页面存档备份，存于）
- 新竹糖廠—戰火下的天空
- 崙仔因媽祖保佑而避過盟軍炸彈浩劫[永久]
- 日本第六燃料廠 總部（新竹市） （页面存档备份，存于）
- 日本櫻花機中隊紀念

## 外部連結
- 新竹的發展 （页面存档备份，存于）